# Noszvaj
Noszvaj es un pueblo ubicado en el distrito de Eger, en el condado de Heves, Hungría.

## Superficie
Posee una superficie de 18,84 kilómetros cuadrados.

## Demografía
Hasta 2019 la población era de 2101 habitantes, con una densidad de población de 111,5 habitantes por kilómetro cuadrado.